# Total Annihilation: The Core Contingency
Total Annihilation: The Core Contingency (Total Annihilation: Contre-attaque en version française) est une extension du jeu vidéo de stratégie en temps réel Total Annihilation publiée en 1998.
Contre-attaque ajoute tout d'abord une nouvelle campagne composée de douze missions qui retrace l'affrontement entre Arm et Core, les deux factions du jeu original, pour le contrôle d'un puissant robot, le Krogoth. Celle-ci peut être joué avec l'un ou l'autre des deux camps. L'extension inclut également six nouveaux types de champs de bataille : acide, urbain, cristal, aquatique, ardoise et jungle. Dans le monde acide, les étendues d'eau ont la particularité de corroder les coques des navires et contiennent des poches de gaz qui produisent de l'énergie. Le monde urbain est parsemer d'épaves qui peuvent être recyclées pour récupérer du métal. Le monde de cristal se caractérise par son terrain rugueux qui ralentit les unités au sol. Le monde d'ardoise est découpé par des vallées brumeuses qui ne peuvent être traversé que par les avions. Enfin, la jungle contient des marécages, qui ne peuvent être traversés par les unités terrestres, et sa luxuriante végétation permet de camoufler les unités et les bâtiments. Ces différents environnements se voient de plus enrichis de différentes catastrophes naturelles, comme les tempêtes ou les tremblement de terre, et de nouvelles formes de vie locales comme les scorpions ou les serpents de mer. La principale nouveauté de l'extension est l'ajout d'environ 70 nouvelles unités, dont certaines ont précédemment été distribuées sur Internet par les développeurs. Ces nouvelles unités marques une inflexion du jeu vers les forces navales, au détriment des forces terrestres. Elles incluent entre-autres des véhicules amphibies supplémentaires et un nouveau type d'unité, les aéroglisseurs, qui peuvent combattre aussi bien sur terre que sur l'eau. Elle ajoute également un sous-marin de construction, capable de fabriquer des lance-torpilles statiques, des sonars et des bases d'hydravions. Du côté des unités terrestres, l'extension ajoute notamment des engins poseur de mines et des unités d'espionnages qui peuvent se camoufler,,. 

## Accueil
| Total Annihilation: Contre-attaque |      |       |
| Média                              | Pays | Notes |
| Computer Gaming World              | US   | 4.5/5 |
| GameSpot                           | US   | 81 %  |
| Gen4                               | FR   | 4/6   |
| Joystick                           | FR   | 84 %  |
| PC Zone                            | UK   | 87 %  |